# María Ángela Holguín
María Ángela Holguín Cuéllar (Bogotá, 13 de noviembre de 1963) es una politóloga y diplomática colombiana, experta en relaciones internacionales, miembro del Partido Liberal Colombiano.
Holguín tiene una larga experiencia en el sector diplomático, siendo secretaria de la Procuraduría General de la Nación durante la presidencia de César Gaviria, encargada de negocios en Francia, secretaria general de la Cancillería y viceministra de exteriores durante la presidencia de Ernesto Samper.
En el gobierno de Álvaro Uribe ocupó la embajada en Venezuela y luego representante y embajadora de su país ante las Naciones Unidas de 2004 a 2006, de 2006 a 2008 jefe de gabinete del vicepresidente Francisco Santos, y representante en Argentina. Finalmente fue nombrada fue Ministra de Relaciones Exteriores (canciller) de Colombia durante los dos períodos del presidente Juan Manuel Santos, de 2010 a 2018.
Actualmente, Holguín es enviada en Chipre del secretario general del secretario de la ONU, Antonio Guterres.

## Biografía
María Ángela Holguín nació en Bogotá, el 13 de noviembre de 1963, en el seno de una familia aristocrática de la capital colombiana. 

### Estudios
La Ministra de Relaciones Exteriores es Politóloga de la Facultad de Ciencias Políticas de la Universidad de Los Andes (1988), con Especialización en Diplomacia y Estrategia del Centre d´Études Diplomatiques et Stratégiques (CEDS) de París, Francia (1999). Realizó una especialización en Gestión Pública e Instituciones Administrativas en la Universidad de Los Andes (1992), donde también adelantó el Curso de Alto Gobierno, en el año 2007.
Así mismo, ha hecho estudios sobre  Negociación, en la Universidad de Harvard (1997), y  Literatura Francesa en Université Paris – Sorbonne, en 1983.

### Trayectoria
Politóloga con amplia experiencia en política exterior colombiana, María Ángela Holguín Cuéllar cuenta con dos décadas de trayectoria en los sectores público y privado. Ha ocupado altos cargos en el Gobierno de Colombia, en instituciones como la Presidencia de la República, el Ministerio de Relaciones Exteriores. Tiene gran dominio en los temas de política y gestión, campos en los cuales, su compromiso y responsabilidad, han producido resultados exitosos.
Como diplomática caliﬁcada, María Ángela Holguín Cuéllar posee vasta experiencia multilateral en la coordinación de conferencias y cumbres. Como Embajadora y representante Permanente de Colombia ante las Naciones Unidas, ha demostrado un alto nivel de compromiso y respeto por los procesos multilaterales.
Como parte de su amplia experiencia profesional en el campo diplomático, María Ángela Holguín Cuéllar ha sido también Viceministra de Relaciones Exteriores de Colombia y Ministra Encargada (1998) y Primer Secretario, encargada de los Asuntos Comerciales, de la Embajada de Colombia en Francia (1992).
Directora Ejecutiva de la Conferencia Regional para la Infancia Latinoamericana y del Caribe (1997).Subdirectora del Departamento Administrativo de la Presidencia de la República (1996),  y Directora del Programa de Fortalecimiento de la Democracia de la Universidad de Los Andes, en 1988.

### Gobierno Uribe (2002-2010)

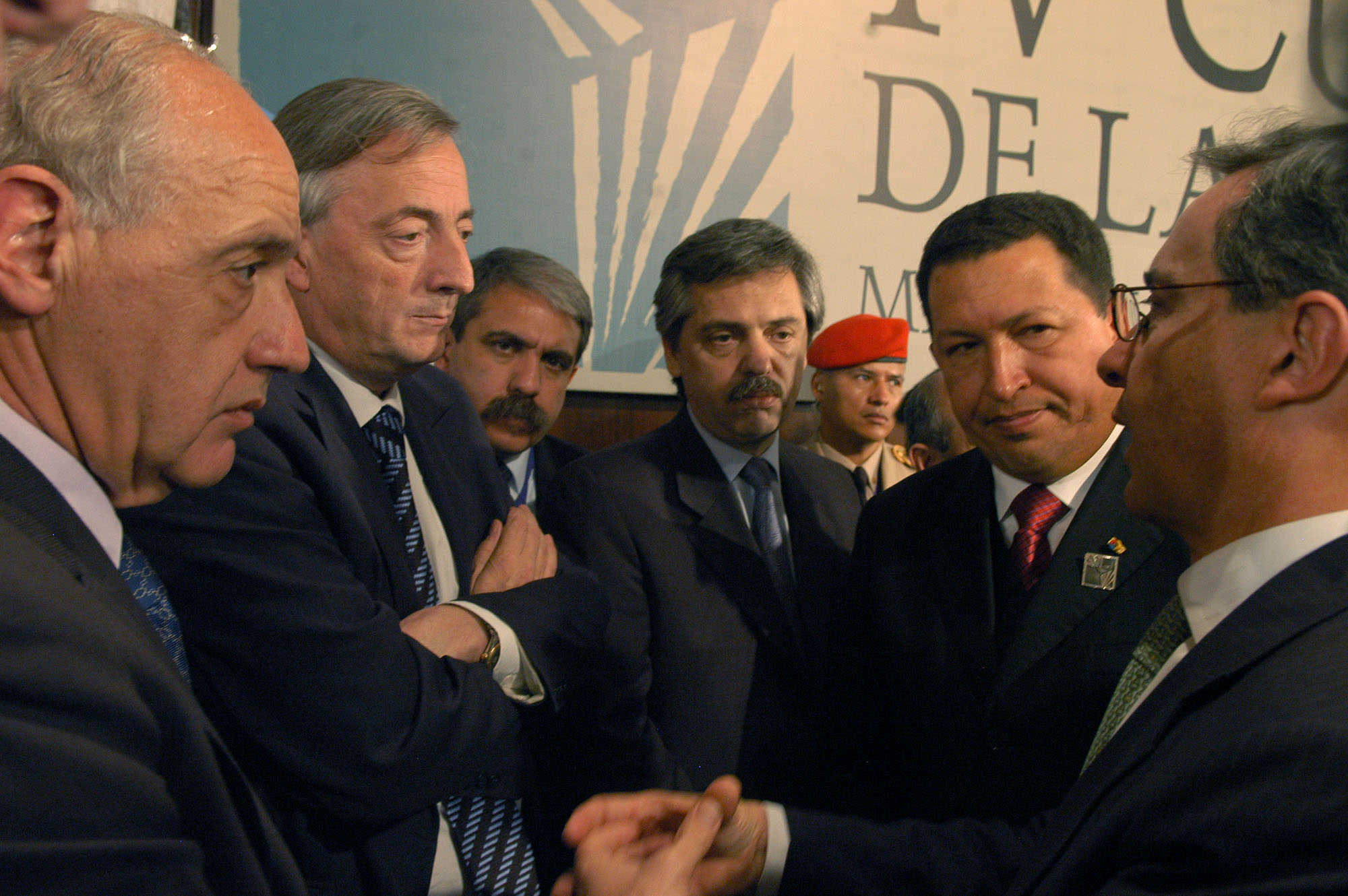
Kirchner, Chávez y Uribe durante la Cumbre de las Américas, 2005.

En 2001, Holguín se convirtió en asesora internacional como directora del comité de asuntos internacional para el entonces candidato a la presidencia de Colombia, Álvaro Uribe Vélez (a quien conoció cuando era gobernador de Antioquia). Elegido Uribe, Holguín aceptó la embajada en Venezuela, presentando credenciales al presidente Hugo Chávez el 13 de septiembre de 2002.
Su llegada a Caracas respondió a una apuesta de Uribe para recuperar la confianza con Chávez, a raíz del golpe de estado de 2002, en el que públicamente Andrés Pastrana reconoció públicamente al gobierno golpista de Pedro Carmona, quien gobernó de facto por 47 horas. Holguín se hizo muy cercana al entonces canciller, Nicolás Maduro, con quien logró recomponer la relación tensa entre Colombia y Venezuela.
Su manejo de las relaciones diplomáticas con Venezuela fue de tal magnitud, que sonó como posible canciller para Uribe. Colombia enfrentaba problemas con Venezuela porque pese a ser su principal aliado comercial, las posturas ideológicas de los presidentes reñían constantemente, además del encubrimiento del gobierno venezolano para con las guerrillas comunistas colombianas como las FARC.
Posteriormente Uribe la nombró Embajadora y representante Permanente de Colombia ante las Naciones Unidas, entre agosto de 2004 y agosto de 2006. Reelegido Uribe, la confirmó en el cargo hasta el 11 de septiembre de 2006. A su regreso a Colombia, Holguín fue nombrada jefe de gabinete del vicepresidente Francisco Santos, hasta 2008. 

### Canciller de Colombia (2010-2018)

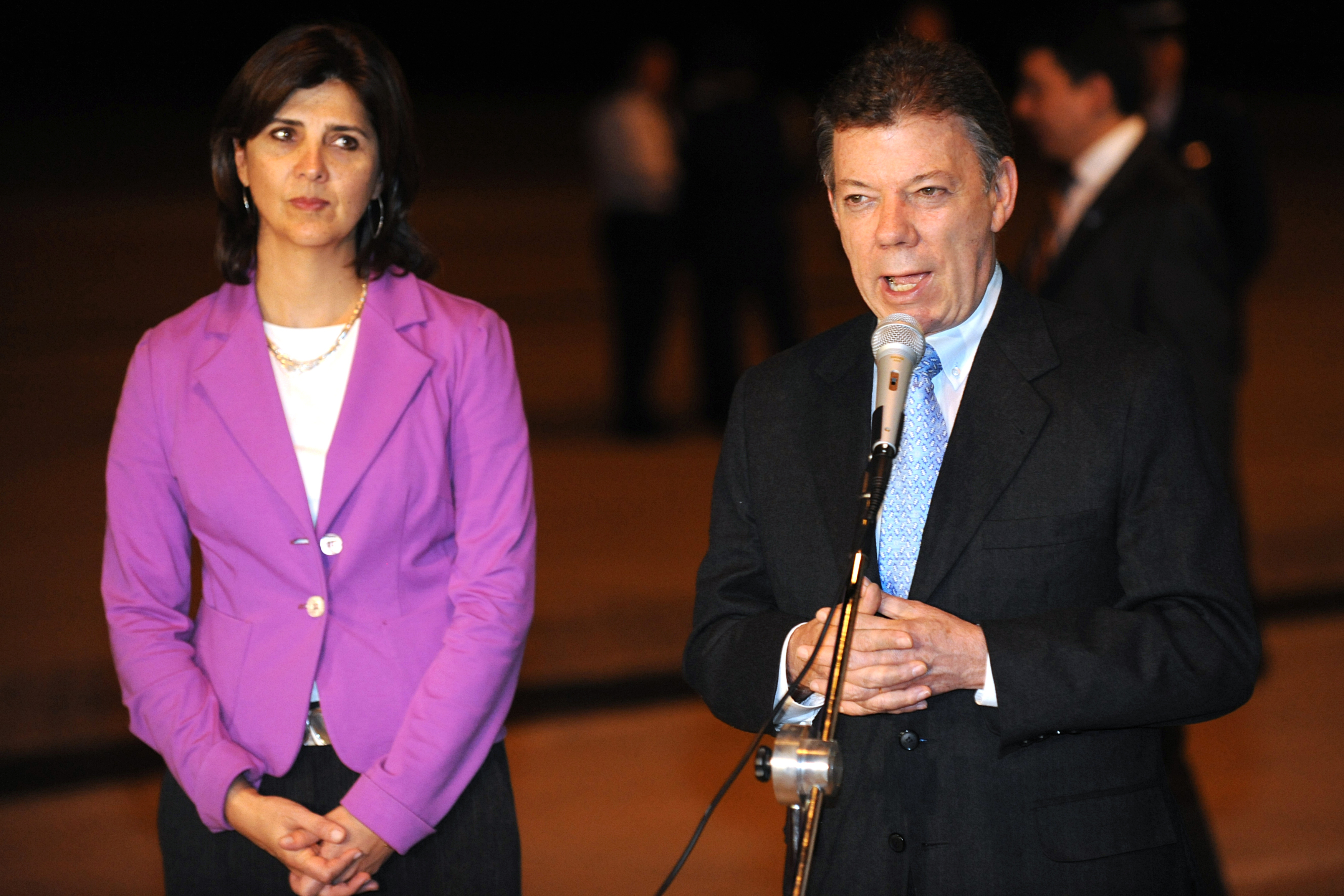
Holguín y el presidente Juan Manuel Santos, noviembre de 2010.

Holguín fue el tercer nombramiento que hizo el electo presidente Juan Manuel Santos para su gabinente ministerial. A partir del 7 de agosto de 2010, Holguín se convirtió en la ministra de relaciones exteriores (canciller) de Colombia, puesto que Santos buscaba replicar el éxito de Holguín como embajadora en Venezuela, a nivel internacional.

#### Acuerdo de paz con las FARC (2012-2016)
Pese a su negación pública de los hechos en 2012, en el 2015, Holguín se unió al equipo negociador de paz entre el gobierno colombiano y la guerrila comunista de las FARC, con encuentros negociatorios en La Habana. Fruto de esas negociaciones se realizó el Acuerdo de Paz en 2016, y los miembros de la guerrilla se desmovilizaron, aunque algunos pasaron a la clandestinidad.

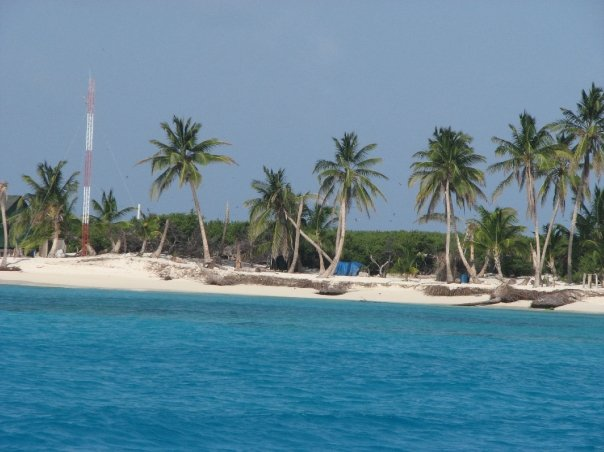
Cayo Serrana; según el fallo de la Corte de La Haya, este cayo y sus aguas envolventes se transformaron en uno de los dos enclaves colombianos insertos en las aguas nicaragüenses.

#### Conflicto limítrofe con Nicaragua
Colombia históricamente ha tenido conflictos limítrofes con Nicaragua. El 6 de diciembre de 2001, Nicaragua presentó una demanda contra Colombia ante la Corte Internacional de Justicia, y durante la cancillería de Holguín, la Corte emitió su fallo, el 19 de noviembre de 2012, fallo que Colombia reconoció y acató. A cambio del reconocimiento de soberanía sobre las islas de Alburquerque, Bajo Nuevo, Sureste, Quitasueño, Roncador, Serrana y Serranilla, pero cedió 40% de su plataforma oceánica, y sus derechos marítimos más allá de las 200 millas náuticas.

## Familia
María Ángela Holguín pertenece a una importante y prestigiosa familia colombiana de poetas, diplomáticos y dos presidentes del país, los Holguín.

### Ascendencia

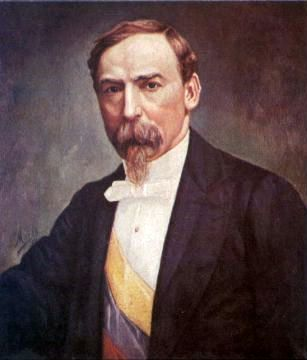
Su tío bisabuelo, el expresidente Carlos Holguín Mallarino.

María Ángela es hija de Julio Holguín Umaña y de su esposa Lucila Cuellar Calderón. Su padre era hijo de Rafael Holguín Arboleda, y nieto del político conservador Jorge Holguín Mallarino y de su esposa Cecilia Arboleda Mosquera. 
Su abuelo Jorge era hermano del político Carlos Holguín Mallarino, casado con Margarita Caro Tobar, la hermana del político Miguel Antonio Caro. Ambos (Margarita y Miguel) eran hijos del escritor Jose Eusebio Caro. Por otra parte, Jorge y Carlos era sobrinos del político Manuel María Mallarino. Tantos los hermanos Holguín Mallarino, como su tío Mallarino y el político Caro, fueron todos Presidentes de Colombia.
Su madre Lucila era nieta de Aristídes Calderón Reyes, cabeza de la rama de la familia de la que descienden las hermanas Clemencia y Elena Calderón Nieto, que se casaron con los hermanos Enrique y Hernando Santos Castillo, y de quien descienden los hermanos Santos Calderónː Juan Manuel y su primo Francisco Santos Calderón. Sobrino de Aristides fue el político Clímaco Calderón Reyes, quien fue encargado de la presidencia en 1888; y pariente del encargado presidencial en 1895 Guillermo Quintero Calderón, y del expresidente Rafael Reyes Prieto.
Respecto de su abuela paterna, Cecilia Arboleda Mosquera, María Ángela Holguín desciende del militar Tomás Cipriano de Mosquera, y está emparentada con los hermanos del general, Joaquín, Manuel José y Manuel María Mosquera Arboleda; también desciende del político Julio Arboleda Pombo O'Donell, hermano del escritor Sergio Arboleda, ya que Cecilia era la hija de Julio Arboleda y de su esposa Sofía Mosquera, de la misma familia del general Mosquera.

### Líneas colaterales
Siendo nieta de Jorge Holguín, María Ángela es prima del artista Jorge Holguín Uribe. Por ser sobrina nieta de Carlos Holguín, lo es del escritor Andrés Holguín Holguín y del diplomático Carlos Holguín II; sobrina nieta del político Hernando Holguín y Caro, prima segunda del político Carlos Holguín Sardi, y del diplomático Juan Uribe Holguín. Primos suyos también son Clemencia Holguín, quien estuvo casada con Roberto Urdaneta, y la pintora Margarita Holguín, hermana de Clemencia.

### Matrimonios, descendencia y pareja
Holguín estuvo casada con Santiago Jiménez Mejía desde 1983 hasta su divorcio en 1990. Con su segundo esposo Carlos Espinosa, María Ángela Holguín tuvo a su único hijo, Antonio Espinosa Holguín.
En septiembre de 2019, Holguín anunció su relación con el político Sergio Fajardo, quien se había divorciado recientemente al momento de hacer pública su relación. La prensa ha calificado la relación como "conveniente", en especial por las aspiraciones presidenciales de Fajardo para 2022.